# 筆谷芳行
筆谷 芳行（ふでたに よしゆき、1964年4月15日 - ）は、漫画編集者。少年画報社取締役編集担当。コミックマーケット（通称コミケ）準備会共同代表（第3代）。通称「フデタニン」。明治大学経営学部卒業。

## 人物

### コミケスタッフとして
17歳～18歳のころから、長くコミケカタログ編集長などコミケスタッフをつとめた。2006年9月30日、闘病のため退任した米澤嘉博コミケ準備会代表の指名により、後任に共同代表として安田かほる・市川孝一と共に就任。米澤は翌10月1日に逝去。C71（2006年冬コミ）から新体制によるコミケとなる。
準備会には2003年に死去した岩田次夫（通称イワエモン）との混同とされる「筆谷さんに続き米沢さんまで」などと、先に筆谷が亡くなっていたと勘違いした手紙が十数通寄せられたという。
Dr.モローによるコミケカタログ穴埋め漫画『フデ子伝説』の主人公フデ子のモデルであるが、『フデ子伝説』には、筆谷芳行自身もカタログ編集長・コミケ代表としてときおり登場する。モローの身辺雑記である『Dr.モローのリッチな生活』にも登場するが、こちらは実在の人物は基本的に目線入りである。目線のない似顔絵で描かれた場合、フデ子との違いは口紅の有無のみ。

### 少年画報社の編集者として
少年画報社では、ヤングキング編集長を経て、ヤングキングアワーズ・ヤングコミック両誌の編集長とあわせてヤングキンググループ全体の統括を担当。2016年6月20日付で前2誌の編集長を兼務したまま取締役編集担当に就任した。
アワーズでは、トライガン、コミックマスターJ、HELLSINGなどを担当。掲載作品を原作とするアニメのいくつかで、企画などの名義でスタッフとなっている。

### 参加作品
- 朝霧の巫女 - 企画
- トライガン - プロデューサー
- へっぽこ実験アニメーションエクセル・サーガ - 協力
- HELLSING（TV版） - スーパーバイザー
- 石田とあさくら - 企画協力
- 蒼き鋼のアルペジオ -アルス・ノヴァ- - 企画
- 僕らはみんな河合荘 - 企画協力
- アニメで分かる心療内科 - 企画
- ドリフターズ - プロデュース
- プラネット・ウィズ - 企画協力

## その他
- 夫人はブラック・ラグーンのアニメにおいても広報・宣伝としてクレジットされている小学館の編集者の筆谷利佳子。
- 実兄は野球殿堂博物館広報の筆谷敏正。
- 好きなものはビール。嫌いなものはぬるいビールと焼酎で、決して飲まない。
- 明治大学では漫画研究会に所属。同時期の会員に高田裕三、高杉ナツメ、三条陸がいる。
- 沢田研二の大ファン。コミケカタログや本人のTwitterで沢田に関して語られることがある。